# 6501-es mellékút (Magyarország)
A 6501-es számú mellékút egy közel húsz kilométer hosszú, négy számjegyű mellékút Somogy vármegye keleti részén. Tab városát kapcsolja össze a Balaton-parttal, ezen belül Zamárdival, illetve a 7-es főúttal és az M7-es autópályával.

## Nyomvonala
A 6511-es útból ágazik ki, annak a 9+700-as kilométerszelvényénél lévő körforgalomból, Tab központjában. Északnyugat felé indul, Dózsa György utca néven, és a tabi szakasza végig belterületen halad: ahol elhagyja a kisváros legészakabbi házait, 1,9 kilométer után, ott rögtön át is lép Sérsekszőlős területére. A 2+850-es kilométerszelvényénél ágazik ki belőle nyugati irányban a 65 139-es út, ez vezet a település központjába.
A negyedik kilométerénél elhalad Sérsekszőlős, Lulla és Torvaj hármashatára mellett, de utóbbi települést ennél jobban nem érinti, a folytatásban lullai területre érkezik. 4,7 kilométer után éri el Ecseny településrész déli szélét, majd néhány lépéssel arrébb kiágazik belőle a 65 138-as út, ez vezet a zsákfalunak tekinthető Torvajra. 5,2 kilométer után az út ki is lép Ecseny házai közül, majd a hatodik kilométere előtt egy újabb elágazáshoz ér. Innen északnak a 65 137-es út ágazik ki, ez vezet Lulla központjába, a 6501-es út pedig egy kicsit nyugatabbnak tér, épp csak annyira, hogy elkerülje a község belterületét. A 65 137-es út régebben bizonyára a mai 6501-es út része volt, erre utal, hogy miután hosszan végighúzódik a falu lakott részein, az északi határszélen visszatorkollik a 6501-esbe, annak 7+700-as kilométerszelvénye közelében. A 9. kilométere táján még elhalad az út Jabapuszta településrész mellett, majd 9,8 kilométer után átlép Balatonendréd területére.
A 12. kilométere után nyugatabbi irányba fordul, nem sokkal ezután elhalad Balatonendréd lakott területei mellett, 15,2 kilométer után pedig kiágazik belőle a 65 101-es út, ez vezet a település központjába, amit a 6501-es elkerül. Nem sokkal a község legészakibb házainak elhagyása után, a 16+150-es kilométerszelvénye közelében beletorkollik az M7-es autópálya Balatonendréd–Zamárdi-alsó csomópontjának Nagykanizsa felőli lehajtó ága (70 821) és kiágazik belőle a Budapest felé vezető felhajtó ág (70 822); 16,4 kilométer után felüljárón áthalad a sztráda felett, amely itt a 114. kilométere után jár, és egyben belép Zamárdi területére. 16,8 kilométer után ágazik ki belőle a Nagykanizsa felé vezető felhajtó ág (70 819) és torkollik bele a budapesti irányú lehajtó (70 818).
Innen nagyjából egy kilométeren keresztül Zamárdi és Balatonendréd határvonalát kíséri, csak azután érkezik teljesen zamárdi területre. Lakott területeket a településen nem is nagyon érint; a 7-es főút 113-as kilométere után található körforgalomba torkollva ér véget, Zamárdi központjától bő egy kilométerre keletre.
Teljes hossza, az országos közutak térképes nyilvántartását szolgáló kira.gov.hu adatbázisa szerint 19,216 kilométer.

## Települések az út mentén
- Tab
- Sérsekszőlős
- (Torvaj)
- Lulla
- Balatonendréd
- Zamárdi